# 車肆
车肆是中国古代星官名，属三垣之中的天市垣，指車或百貨市場，也可指天市中的車馬人物，车肆星官共由二星组成，在现在通用的88星座中属于蛇夫座。

## 车肆二星
- 车肆一，蛇夫座υ，视星等4.82
- 车肆二，蛇夫座20，视星等4.66

## 车肆增八星
清钦天监1752年编成《仪象考成》星表，车肆增加了8颗肉眼可见的星。

## 古书记载
- 《觀象玩占》：「 車肆二星在天市中南門內，主車駕，又為眾賈之區，主百貨。」
- 《曆學會通》：「 車市，市中車馬人物。」